# André Dequae
Andreas Albrecht Jozef (André) Dequae (Kortrijk, 3 november 1915 - aldaar, 17 augustus 2006) was een Belgisch bestuurder en politicus voor de CVP.

## Biografie
André Dequae werd beroepshalve leraar en werkte van 1940 tot 1944 als secretaris op het ministerie van Economische Zaken, bevoegd voor vlasweverijen. Tevens werd hij actief bij de NCMV en verzeilde op die manier binnen de CVP, de partij waarvoor hij politiek actief werd.
Van 1946 tot 1977 zetelde hij voor het arrondissement Kortrijk in de Kamer van volksvertegenwoordigers. Hij zetelde er in verschillende commissies en was ook meermaals commissievoorzitter. Van 1958 tot 1960 en van 1965 tot 1974 was hij ondervoorzitter van de Kamer en daarna was hij van 1974 tot 1977 voorzitter van de Kamer. Door zijn mandaat van Kamerlid zetelde hij van 1971 tot 1977 automatisch ook in de Vlaamse Cultuurraad. Daarnaast zetelde hij van 1968 tot 1977 ook in de Parlementaire Vergadering van de Raad van Europa en de Parlementaire Assemblee van de West-Europese Unie.
In oktober 1976 werd hij eveneens verkozen tot gemeenteraadslid van Kortrijk. Hij besloot echter niet te zetelen omdat zijn schoondochter ook verkozen was en familieleden niet tegelijk in de gemeenteraad mochten zetelen.
Bovendien was Dequae ook meermaals minister: van juni tot augustus 1950 was hij minister van Wederopbouw in de regering-Duvieusart, van 1950 tot 1954 was hij minister van Koloniën in de regering-Pholien en de regering-Van Houtte, van juni tot november 1958 was hij minister van Buitenlandse Handel in de regering-G. Eyskens II, van 1958 tot 1961 was hij minister van Economische Coördinatie in de regering-G. Eyskens III en van 1961 tot 1965 was hij minister van Financiën in de regering-Lefèvre.
In 1977 verliet hij de politiek en werd hij voorzitter van de Boerenbond, wat hij bleef tot in 1981. Verder was hij:
- voorzitter van de Assurantie van de Belgische Boerenbond (vanaf 1965),
- lid van de raad van bestuur van de Katholieke Universiteit Leuven (1970-1988),
- voorzitter van de raad van bestuur van de Bank Brussel Lambert (1981-1985),
- voorzitter van de raad van bestuur van de Groupe Bruxelles Lambert (vanaf 1982),
- vicevoorzitter van de Hoge Raad van Financiën (1986-1989).